# Wim Franken
Willem (Wim) Franken (Assen, 7 januari 1922 – Deventer, 21 april 2012) was een Nederlands componist, pianist en beiaardier.
Hij was zoon van de Amsterdamse kantoorbediende/accountant Simon Christiaan Franken en diens tweede vrouw Catherina Maria Overduin.
Alhoewel geboren in Drenthe, kreeg hij zijn muziekopleiding aan het Goois Muzieklyceum (de familie vertrok naar Hilversum) en de Nederlandse Beiaardschool. Leraren waren Jos Wilderbeek, Trijntje Hart Nibbrig-de Graaf (piano), Hugo Godron, Karel Mengelberg (muziektheorie), Leen 't Hart en Peter Bakker (carillon). Hij was enige tijd pianist bij het Scapino Ballet en het Ballet der Lage Landen. Later was hij pianodocent aan de instelling waar hij zijn muziekonderwijs genoten had en de regionale muziekschool Amersfoort. In aanvulling daarop bespeelde hij als stadsbeiaardier van zowel het carillon van een kerk in Driebergen (tot 1963), Laurenstoren in Weesp (vanaf 1963 tot 1986) als dat van de Zuiderkerk (vanaf 1965 tot 1986) in Amsterdam. Naast werken voor beroepsmusici schreef hij ook veelvuldig werken voor “goede amateurs”.
In 1990 ontving hij de Dr. André Lehrprijs voor zijn composities voor carillon tijdens het achtste wereldbeiaardcongres in Zutphen. Hij kreeg voorts de stadspenning van Amersfoort. Franken over zijn eigen muziek: "Ik schrijf mijn muziek zoals ik het mooi vind. Als anderen het niet mooi vinden, dan niet. Punt." In 1956 schreef hij een werk voor een (anoniem) carillonconcours; de naam van de componist werd pas later bekendgemaakt; de jury had vermoed dat Wouter Paap het geschreven had, het was Franken.
Zijn oeuvre (jaartallen geven indicatie) :
- 1948: Divertimento voor fluit, altviool, cello en piano
- 1952: Variaties en fughetta over een oud-Frans kerstlied (voor carillon)
- 1952: Eerste pianoconcert (met strijkers)
- 1954: Rilke-liederen (in 1957 nog gezongen door de destijds alt Thérèse Steinmetz)
- 1956: Sinfonietta
- 1956: Fantasia en rondeau voor carillon
- 1956: Orgelsonate
- 1958: Concertino voor strijkorkest
- 1958: Serenade voor fluit/piccolo, piano en contrabas
- 1959: Arioso en passacaglia (carillon)
- 1959: Yoeng Poe Tsjong (Concertgebouwprijs)
- 1960: Sonatine voor carillon, leverde een prijs van Klokkengieterij Petit & Fritsen op; in hetzelfde jaar een verplicht werk voor beiaardierswedstrijd in Rotterdam
- 1952-1961: Circo (een derde prijswinnaar van een componistenwedstrijd, uitgeschreven door het Genootschap voor Nederlandse Componisten onder leiding van Willem Landré
- 1961: De geuzen (oudnederlandse liederen met koperblazers en slagwerk)
- 1962: Volkswijze (Concertgebouwprijs)
- 1962: Cantate Campanae voor een studentengezelschap in Wageningen.
- 1963: De keizer en de nachtegaal (schoolopera)
- 1963: Zes ritmische etudes
- 1963: Acht liederen op oud-Chinese gedichten in een vertaling van Slauerhoff, gezongen door Nelly Groenevelt, begeleid door Felix de Nobel
- 1964: Portret van Frans Hals, filmmuziek
- 1964: Cinq poèmes de Jacques Prévert (koor)
- 1964: Contra plagram (koor)
- 1965: Roxelane en de beren (ballet voor Scapino)
- 1965: Musica di campanile (voor beiaard, koperblazers en slagwerk)
- 1965: Holland, voor beiaard, mannenkoor en fanfareorkest
- 1966: Divertimento voor symfonieorkest
- 1968: Heederik Cantate
- 1968: Rapsodie campestra voor viool en orkest
- 1969; Cinq poèmes de François Villon
- 1969: Dire impressies van Frans Hals (carillon)
- 1969: Rhapsodie Française (carillon)
- 1967-1969: Trois poèmes de voyage (elektronische muziek)
- 1972: Scherzo en finale bij de onvoltooide symfonie van Franz Schubert
- 1974: Mascarade, quatre scènes de ballet pour carillon
- 1975: Tweede pianoconcert (met symfonieorkest)
- 1976: Derde pianoconcert (met koperblazers en slagwerk)
- 1977: Danse nocturne
- 1978: Derde torenmuziek voor beiaard, fanfare en orkest
- 1980: Nachtlied voor twee beiaardiers
- 1983: Tijdeloos voor zes blokfluiten en drie orgels
- 1984: De vloed in klank (oratorium)
- 1993: Sonate voor piano en cello (opgedragen aan Jaap Franken)
- 2001: Il sacro furto, kerkopera voor bas/bariton, vijf koren, twee orgels en kamerorkest

Voorts schreef hij zijn versie van de Schilderijententoonstelling van Modest Moessorgski.
- Gemeinsame Normdatei: 135245540
- International Standard Name Identifier: 0000 0001 1449 4951
- Library of Congress Control Number: n86070800
- MusicBrainz: 5e4d0b2a-da60-4d64-a189-68e5537654dd
- Nationale Bibliotheek van Israël: 987007285243405171
- Nederlandse Thesaurus van Auteursnamen: 098540823
- Virtual International Authority File: 80056636
- WorldCat: E39PBJhXbcWTDTcMvQg66hPPcP